# سیران (کلیبر)
سیران یکی از روستاهای استان آذربایجان شرقی است که در دهستان ییلاق بخش مرکزی شهرستان کلیبر واقع شده‌است. منطقه خوش آب و هوا و بکر ،واقع در ۳۷ کیلومتری کلیبر